# Prima Porta

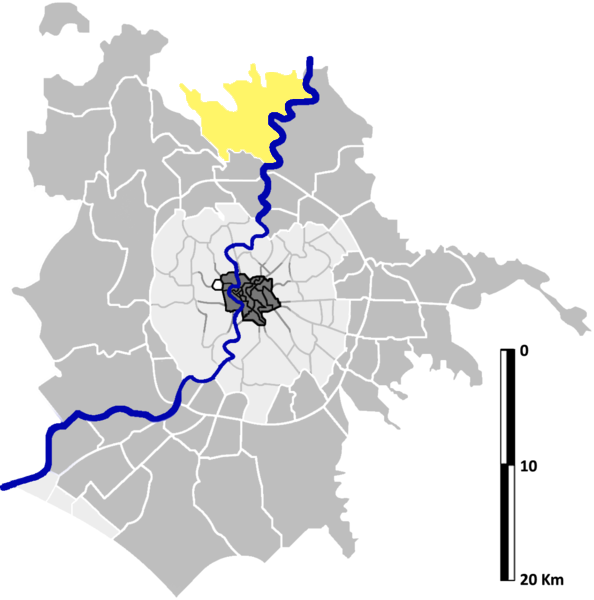
Lage von Prima Porta in Rom

Prima Porta bezeichnet die 58. Zone, abgekürzt als Z.LVIII, der italienischen Hauptstadt Rom. Im Gegensatz zu den Rioni, Quartieri und Suburbi sind es die ländlicheren Gebiete von Rom. Sie gehört zum Municipio XV und zählt 16.776 Einwohner (2016). Sie befindet sich im Norden der Stadt außerhalb der römischen Ringautobahn A90 und hat eine Fläche von 52,6926 km². Sie grenzt an die Gemeinden Formello, Sacrofano und Riano.

## Geschichte
Prima Porta wurde am 13. September 1961 durch Beschluss des Commissario Straordinario gegründet. Damals wurde der Ager Romanus in 59 Zonen geteilt, denen eine römische Zahl zugeteilt und ein Z vorgestellt wurde. Davon wurden sechs an die neugegründete Gemeinde Fiumicino komplett ausgegliedert und drei weitere teilweise.